# Федеральний список екстремістських матеріалів
Федера́льний списо́к екстремі́стських матеріа́лів — складається Міністерством юстиції Росії (раніше — Росреєстрації) на основі судових рішень. 

## Зміст
До нього включаються різні матеріали, визнані екстремістськими. Вперше він був опублікований 14 липня 2007 і спочатку складався з 14 пунктів. З того часу, список регулярно оновлюється і станом на 5 вересня 2010 містить 694 матеріалів.

## Список і Україна
- До списку внесені окремі пісні українського гурту «Сокира Перуна».
- 20 листопада 2015 року у Федеральний список екстремістських матеріалів була внесена стаття Рафала Лемкіна, автора терміна «геноцид», «Радянський геноцид в Україні».[1]